# Добровинський Олександр В'ячеславович
Олександр В'ячеславович Добровинський (нар. 19 березня 1975) — український футболіст, півзахисник.

## Життєпис
Футбольну кар'єру розпочав 1992 року в «Динамо-2». Дебютним голом у дорослому футболі відзначився 4 квітня 1993 року на 83-й хвилині програного (2:3) виїзного поєдинку 25-го туру Першої ліги України проти алчевської «Сталі». Олександр вийшов на поле на 64-й хвилині, замінивши Павла Нестерчука. Також виступав за «Динамо-3» в аматорському чемпіонаті України. 
Під час зимової перерви сезону 1993/94 року перебрався в «Хімік». Дебютним голом за житомирський клуб відзначився 17 березня 1994 року на 75-й хвилині переможного (3:0) домашнього поєдинку 25-го туру Першої ліги України проти черкаського «Дніпра». Добровинський вийшов на полек в стартовому складі та відіграв увесь матч. У команді провів два неповних сезони, за цей час у чемпіонатах України зіграв 56 матчів та відзначився 9-ма голами, ще 4 поєдинки зіграв у кубку України. Навесні 1996 року грав за київський ЦСКА у Другій лізі України (5 матчів), а наприкінці травня—у червні 1996 року за бородянську «Систему-Борекс» (7 матчів). Наступний сезон провів у Першій лізі України, виступаючи за ЦСКА-2 (Київ), де виходив на поле в 8 матчах.
Напередодні старту сезону 1997/98 років підписав контракт з «Зіркою». У Вищій лізі України дебютував 21 вересня 1997 року в програному (0:4) виїзному поєдинку 12-го туру проти криворізького «Кривбасу». Олександр вийшов на поле на 79-й хвилині, замінивши Сергія Ралюченка. Цей матч виявився єдиним для півзахисника в еліті українського футболу. Окрім цього, у вересні 1997 року провів ще 3 матчі за «Зірку-2» у Другій лізі України. Після цього тривалий період часу не грав. Перейшов до «Системи-Борекс», за яку у весняно-літній частині сезону 1998/99 років зіграв 7 матчів у Другій лізі України.
Після цього вирішив завершити кар'єру професіонального футболіста. У 2000 році підсилив «КХП-Черняхів», який виступав в аматорському чемпіонаті України. Футбольну кар'єру завершив 2002 року в складі представника обласного чемпіонату «Рудь» (Житомир).